# Cloverland, Quận Vilas, Wisconsin
Cloverland là một thị trấn thuộc quận Vilas, tiểu bang Wisconsin, Hoa Kỳ. Năm 2010, dân số của thị trấn này là 995 người.